# Dracula: Dead and Loving It
Dracula: Dead and Loving It (Brasil: Drácula - Morto mas Feliz / Portugal: Drácula: Morto mas Contente!) é um filme de comédia de terror satírico de 1995, dirigido por Mel Brooks e estrelado por Leslie Nielsen. É uma paródia do romance Drácula, de Bram Stoker. Também faz referências a outros filmes do personagem, como The Fearless Vampire Killers (1967) e Bram Stoker's Dracula (1992). O visual do filme também relembra os clássicos de terror do estúdio Hammer Film Productions.
Até agora foi o último filme dirigido por Mel Brooks.

## Sinopse
Thomas Renfield é um advogado de Londres que vai para a Transilvânia, afim de vender o castelo do temido Conde Drácula. Ele só não esperava encontrar por lá, o próprio Drácula, que o hipnotiza e o transforma em seu escravo pessoal. O plano de Drácula é ir para a Inglaterra, e com todo o seu charme e elegância, obter sangue novo. No entanto, o dr. Van Helsing descobre os planos do vampirão e resolve impedi-lo.

## Elenco
- Leslie Nielsen - Conde Drácula
- Mel Brooks - Dr. Abraham Van Helsing
- Peter MacNicol - Thomas Renfield
- Steven Weber - Jonathan Harker
- Amy Yasbeck - Mina Seward
- Lysette Anthony - Lucy Westenra
- Harvey Korman - Dr. Seward
- Anne Bancroft - Madame Ouspenskaya (A Cigana)
- Ezio Greggio - Cocheiro
- Megan Cavanagh - Essie
- Chuck McCann - Estalajadeiro
- Mark Blankfield - Martin
- Clive Revill - Sykes
- Gregg Binkley - Woodbridge
- Rudy De Luca - Guarda
- Richard Steven Horvitz - Cientista